# Île des Ravageurs
Pour l'ancienne île de la Seine, voir Île des Ravageurs (Seine).
L'île des Ravageurs est une île de la Marne, située à Créteil, en France. Elle ne doit pas être confondue avec l'île des Ravageurs (ou île de la Recette), ancienne île sur la Seine aujourd'hui rattachée à Asnières sur Seine.

## Caractéristiques
L'île des Ravageurs est une petite île fluviale de la Marne sur le nord-est du territoire communal de Créteil (Val-de-Marne). Elle possède une forme relativement rectangulaire, d'environ 300 m de long du nord au sud et de 40 m de large d'est en ouest ; au total, l'île mesure environ 10 700 m2.
L'île des Ravageurs occupe une sorte d'indentation dans le sud-est de l'île Sainte-Catherine. Elle lui est reliée par deux passerelles piétonnes, la passerelle de la Pie qui traverse également la Marne et permet d'accéder à sa rive orientale (et à Saint-Maur-des-Fossés) et une deuxième passerelle, plus petite, à proximité.
Un parc très boisé réservé aux piétons couvre la majorité de l'île, la partie nord est une propriété privée d'habitation.